# Poryte Włościańskie
Poryte Włościańskie – część wsi w Polsce położona w województwie podlaskim, w powiecie kolneńskim, w gminie Stawiski. Leży przy drodze wojewódzkiej nr. 648. Wspólnie z sąsiednią (zrośniętą) wioską (Poryte Szlacheckie) stanowi miejscowość Poryte.

## Historia
W latach 1921–1939 wieś leżała w województwie białostockim, w powiecie kolneńskim (od 1932 w powiecie łomżyńskim), w gminie Stawiski.
Według Powszechnego Spisu Ludności z 1921 roku wieś zamieszkiwały 372 osoby, 359 było wyznania rzymskokatolickiego, a 13 mojżeszowego. Jednocześnie wszyscy mieszkańcy zadeklarowali polską przynależność narodową. Było tu 50 budynków mieszkalnych. Miejscowość należała do parafii rzymskokatolickiej w m. Poryte. Podlegała pod Sąd Grodzki w Stawiskach i Okręgowy w Łomży; właściwy urząd pocztowy mieścił się w m. Stawiski.
W wyniku napaści ZSRR na Polskę we wrześniu 1939 wieś znalazła się pod okupacją sowiecką. W październiku 1939 roku weszła w skład Zachodniej Białorusi – a 2 listopada została włączona do Białoruskiej SRR. 4 grudnia 1939 włączona do nowo utworzonego obwodu białostockiego. Od czerwca 1941 roku pod okupacją niemiecką. Od 22 lipca 1941 do wyzwolenia w styczniu 1945 włączona w skład Landkreis Lomscha, Bezirk Bialystok III Rzeszy.
W latach 1954-1971 miejscowość była siedzibą gromady Poryte Włościańskie. W latach 1975–1998 miejscowość należała administracyjnie do województwa łomżyńskiego.

## Zabytki
- Cmentarz rzymskokatolicki, 2 połowa XIX w., nr rej.: 369 z 20 kwietnia 1988[8].
- Cmentarz choleryczny, ok. 1900, nr rej.: 378 z 29 marca 1988[8].